# Алтайский государственный медицинский университет
Алтайский государственный медицинский университет — высшее учебное заведение в сфере медицины и охраны здоровья в Барнауле. Основан 7 августа 1954 года. До 1994 года имел статус института. Является одним из ведущих медицинских университетов и академий Западной Сибири. В университете обучаются более 5000 студентов, ординаторов и аспирантов из России и зарубежных стран. На сегодняшний день свыше 90 % врачей и провизоров, работающих в Алтайском крае, выпускники АГМУ. Университет также реализует дополнительное профессиональное и непрерывное медицинское образования по подготовке и переподготовке медицинских и фармацевтических кадров.
Полное наименование: Федеральное государственное бюджетное образовательное учреждение высшего образования «Алтайский государственный медицинский университет» Министерства здравоохранения Российской Федерации. Сокращённое наименование: ФГБОУ ВО АГМУ Минздрава России.
В настоящее время  ректор АГМУ является доктор медицинских наук, профессор Ирина Игоревна Шереметьева.

## История
Университет был основан по постановлению Совета Министров РСФСР № 8651-р от 7 августа 1954 как Алтайский государственный медицинский институт (АГМИ). Однако, днём рождения принято считать 1 октября 1954 года, когда первые 250 студентов лечебного (единственного на тот момент) факультета приступили к занятиям. В 1960 году состоялся первый выпуск врачей. В 1978 году институту было присвоено имя Ленинского комсомола. В 1994 году институт получил статус университета.

## Структура
Алтайский государственный медицинский университет представляет собой разветвлённую структуру по подготовке, переподготовке и повышению квалификации медицинских и фармацевтических работников, тесно связанную с практическим здравоохранением.
В настоящее время в составе АГМУ насчитываются 6 факультетов, 38 теоретических и клинических кафедр, 151 база для прохождения учебной и производственной практик на территории Алтайского края, распределённый симуляционный центр с двумя специализированными филиалами, 3 института, 3 клинические научные лаборатории, собственные многопрофильные клиники: Консультативно-диагностический центр, Профессорская клиника, Стоматологическая поликлиника.

### Лечебный факультет
Лечебный факультет основан в 1954 году и является старейшим факультетом в АГМУ и самым большим (по численности студентов) среди всех факультетов вузов Алтайского края и одним из крупнейших среди факультетов медицинских вузов Российской Федерации. Был единственным факультетом до 1966 года. На шести курсах лечебного факультета обучается более 2,7 тысяч человек. Подготовка будущего врача осуществляется по 75 дисциплинам, как в учебных корпусах университета, так и на базе лечебных учреждений г. Барнаула. Факультет готовит специалистов по направлению подготовки «Лечебное дело». На сегодняшний день ежегодный набор составляет около 600 человек.

### Педиатрический факультет
Педиатрический факультет был открыт в 1966 году. В настоящее время педиатрический факультет — это более 700 студентов, проходящих подготовку по специальности «Педиатрия». Ежегодный набор составляет около 150 человек.

### Стоматологический факультет
В 1990 году принял первых студентов стоматологический факультет, а в 2002 году на базе факультета открыта университетская стоматологическая клиника. За время работы стоматологический факультет АГМУ подготовил более 1000 врачей-стоматологов. На сегодняшний день на стоматологическом факультете обучаются более 550 студентов, проходящих подготовку по специальности «Стоматология». Ежегодный набор в среднем 150 человек.

### Фармацевтический факультет
Фармацевтический факультет был открыт в 1975 году. На сегодняшний день ежегодный набор составляет в среднем 50 человек. Факультет готовит специалистов по направлению подготовки «Фармация».За весь период своей деятельности факультетом подготовлено около 4000 провизоров, которые работают как в Алтайском крае, так и далеко за его пределами.

### Медико-профилактический факультет
В 2001 году был открыт медико-профилактический факультет, который призван решать вопрос кадрового обеспечения санитарной службы Алтайского края, Республики Алтай и Тыва. Факультет готовит специалистов для работы в области профилактической медицины — гигиенистов, эпидемиологов. За время существования факультета было подготовлено более 300 молодых специалистов медико-профилактического профиля (специальность Медико-профилактическое дело). В настоящее время 150 из них трудятся в службе Роспотребнадзора в Алтайском крае (в том числе 89 обучавшихся по целевым направлениям), 97 выпускников — в лечебно-профилактических учреждениях края, а также в службе Роспотребнадзора других регионов. Ежегодный набор — около 50 человек.

### Факультет иностранных студентов
Факультет иностранных студентов был создан по решению Учёного совета АГМУ в октябре 2016 года. Большая часть обучающихся (320 человек) проходит подготовку по билингвальным программам по специальностям «Лечебное дело», «Стоматология» и «Фармация». Билингвальное обучение осуществляют высококвалифицированные штатные и приглашённые сотрудники, среди которых профессора, доценты и преподаватели, владеющие как своим предметом, так и английским языком на высоком профессиональном уровне.

### Управление подготовки кадров высшей квалификации по программам ординатуры и трудоустройства выпускников
Обучение в ординатуре было организовано в 1958 году. В 1972 г. была создана структура — интернатура. В 2016 году был принят Приказ № 127н от 25.02.2016, согласно которому с 2016 года поэтапно упраздняется интернатура. С января 2017 года в результате реформирования медицинского образования был расширен функционал отдела ординатуры, интернатуры и трудоустройства выпускников учебно-методического управления, в результате отдел реорганизован в Управление подготовки кадров высшей квалификации по программам ординатуры и трудоустройства выпускников.
Управление координирует работу кафедр по разработке основных образовательных программ по специальностям; организует учебный процесс (разработка учебных планов, графиков учебного процесса, составление расписания занятий); ведёт распорядительную и учётную документацию; учебно-методическую работу. Также управление занимается взаимодействием с медицинскими организациями и органами управления здравоохранением Алтайского края и регионов России в области трудоустройства студентов и ординаторов университета.
В настоящее время обучение ведётся по 45 клиническим специальностям. Наиболее востребованные: акушерство и гинекология, анестезиология-реаниматология, хирургия, неврология, терапия.
В 2017 году ординатуру закончили −128 врачей, в 2018 году −191.
В 2019 году в ординатуре обучается 569 врачей.

### Институт дополнительного профессионального образования
Институт дополнительного профессионального образования (ДПО) реализует программы дополнительного профессионального образования:
- профессиональной переподготовки, целью которой является получение специалистами дополнительных знаний, умений и навыков по образовательным программам, предусматривающим изучение отдельных дисциплин, необходимых для выполнения нового вида профессиональной деятельности;
- повышения квалификации, целью которого является совершенствование теоретических и практических знаний специалистов в связи с повышением требований к уровню квалификации и необходимостью освоения современных методов решения профессиональных задач;
- программы непрерывного медицинского и фармацевтического образования.

Обучение по программам ДПО на бюджетной основе проводится по 34 специальностям, на договорной основе по более чем 70 специальностям.

## Учебная деятельность

### Преподавательский состав
На сегодняшний день в университете работают более 450 преподавателей, 80 % из которых имеют учёную степень. Каждый пятый — доктор наук. Профессорско-преподавательский состав включает в себя 1 члена-корреспондента РАН, 2 Заслуженных деятеля России, 121 докторов наук, 330 кандидатов наук, 31 Заслуженный врач России, 12 Заслуженных работников Высшей школы России.
За 2015—2016 год с приходом ректора И. П. Салдан по данным предоставленным Министерством здравоохранения Алтайского Края из АГМУ ушли 16 докторов медицинских наук и 38 кандидатов медицинских наук..

### Обучающиеся
Общая численность обучающихся более 5000 человек. Ежегодный плановый приём — около 1200 студентов на программы специалитета, более 250 человек по программам клинической ординатуры и около 10 человек по программам аспирантуры.
Иностранных студентов — 350 человек (данные на 2015 год). Чаще всего в АГМУ поступают из Казахстана (больше 52 %) и Таджикистана (40 %), есть студенты из Азербайджана, Кыргызстана, Туркменистана, Узбекистана, Украины, Монголии, Нигерии и Афганистана. Договоры по приёму студентов также подписаны с Индией, Китаем, Кореей.

## Рейтинги
В рейтинге рейтингового агентства RAEX «Топ-100 вузов России», который проводится ежегодно, ещё в 2015 году АГМУ был на 82 месте, 2016 год- 83 место, а с 2017 года в данный рейтинг не входит, что говорит о снижении качества обучения и материальной базы университета, а также научного потенциала
В рейтинге ARES-2019 (Academic Ranking of World Universities-European Standard) АГМУ находится на 98 месте из 200, что так же соответствует текущему положению университета.
В рейтинге экономического журнала Forbes, АГМУ находится на 32 месте.
В Российском Национальном рейтинге востребованности вузов (проект «Социальный навигатор») АГМУ входит в первую группу из 48 медицинских вузов страны.
В пилотном выпуске рейтинга вузов стран БРИКС (2024) занял место в диапазоне 501-600 мест.
Входит в число участников Международного рейтинга «Три миссии университета» в диапазоне 1751-2000.

## Скандалы
С приходом на пост ректора Салдан Игоря Петровича, в ВУЗе сложилась «нездоровая» обстановка, связанная с его действиями на посту ректора:
Уже менее чем через полгода пребывания Салдан И. П. в статусе ректора, на ресурсе www.bankfax.ru вышла критическая статья заведующего кафедры «психиатрии и наркологии» АГМУ Пивень Б. Н. с заголовком
«В последний год вуз превращается в заведение казарменного типа» с открытыми претензиями в адрес нового ректора, по поводу «гнобления» преподавательского коллектива АГМУ.
На момент выхода статьи, профессор Пивень Б. Н. был уволен.
23 июня 2016 года вечером в коттеджном посёлке Новый Первомайского района местный житель обнаружил в своём строящемся доме неизвестных лиц, которые без приглашения проникли внутрь. Как удалось выяснить позже, среди злоумышленников оказался сын ректора Алтайского государственного медицинского университета Игоря Салдана, заверил ИА «Банкфакс» хозяин коттеджа.
По словам горожанина, около 19:00 он приехал к возводимому им дому и увидел двоих подростков, которые находились внутри постройки. Мужчина задержал нарушителей и вызвал полицию. На место происшествия приехала следственная группа из Первомайского района, а спустя несколько минут появился и отец одного из задержанных подростков. «Приехал Салдан нахального вида, достал телефон, грозился позвонить какому-то генералу, который во всём разберётся. Благо, полицейские его слушать не стали и занялись своим делом. Он повозмущался, потом с обеих сторон взяли объяснительные записки и отпустили. Не знаю, чем дело закончится. По сути, они мне ничего не сломали, не украли у меня ничего, но сколько уже можно заниматься беспределом?» — возмущается владелец дома.

25 Ноября 2016 года, профессор, заведующий кафедры «патофизиологии, клинической патофизиологии с курсом ДПО» В. П. Куликов на сайте altapress.ru открыто обвинил ректора Салдан И.П в уничтожении кафедры и науки в АГМУ в целом.
26 Ноября 2016 года на сайте Chenge.org появилась петиция за отставку ректора Салдана И. П. и его администрации «Требуем отставки ректора АГМУ Салдана Игоря Петровича и его администрации!!!», на сегодняшний день 10.07.2019 г. петиция набрала более 4530 голосов и продолжает набирать дальше.
29 Ноября 2016 г. выходит телерепортаж на Телеканале Толк о преследовании и травле президентского стипендиата, аспиранта, Трегуба П. П. за открытую критику действий ректора Салдан И. П.
```
[
29
]
```

2 Декабря 2016 года действия ректора Салдан И. П. получили федеральную огласку, с выходом репортажа в передаче «Человек и Закон», а также проблемами с самоуправством руководителей ВУЗов по стране в целом.
12 Декабря 2016 года вышел видеорепортаж телеканала «Вести Алтай» с заголовком «Студенты и преподаватели АГМУ в открытом письме потребовали отставки ректора Игоря Салдана», с конкретными фактами коррупции и «самодурства» ректора Салдан И. П. и администрации АГМУ, в частности это, требования возвращать часть стипендий в деканат, «гнобления» неугодных преподавателей, которых ректор Салдан фактически «выжил» из университета.
10 января 2017 года ректор Алтайского государственного медицинского университета Салдан Игорь Петрович в прямом эфире радио «Комсомольская правда» в интервью корреспонденту Анне Адамайтес распространил сведения о том, что доктор медицинских наук, профессор Куликов Владимир Павлович занимался незаконным частным бизнесом на кафедре патофизиологии, функциональной и ультразвуковой диагностики Алтайского государственного медицинского университета, а также о том, что Куликов Владимир Павлович был отстранён от занимаемой должности директора диагностического центра за финансовые нарушения. Настоящим сообщаем, что сведения о том, что доктор медицинских наук, профессор Куликов Владимир Павлович отстранён от занимаемой должности директора диагностического центра за финансовые нарушения не соответствует действительности, являются порочащими честь и достоинство Куликова Владимира Павловича.
Новоалтайским городским судом Алтайского края было вынесено решение об удовлетворении требований Куликова Владимира Павловича к ректору Алтайского государственного медицинского университета Салдану Игорю Петровичу о защите чести и достоинства, компенсации морального вреда.
30 Июня 2019 года ректор Салдан И. П. показательно уволил главного и единственного оппозиционного кандидата на пост ректора АГМУ, профессора кафедры «психиатрии и неврологии» Шереметьеву Ирину Игоревну.

Шереметьева Ирина Игоревна, через своего адвоката Михаила Дессерт обращается в прокуратуру, а также в Краевую инспекцию по труду Алтайского Края, что бы опротестовать по её словам незаконное увольнение из АГМУ.
На Июль 2019 года, полиция, прокуратура Алтайского Края, губернатор, правительство Алтайского Края, федеральное Министерство Здравоохранения не принимают никаких действий что бы увидеть эту проблему, что университет опускается всё ниже и ниже в независимых рейтингах, а талантливые педагоги и учёные вынуждены покинуть университет.
Проверка проведённая в АГМУ ничего не показала, а общественность не была ознакомлена с её результатами.
13 Августа 2019 г. в СМИ «Толк» вышло большое интервью ректора Салдана с заголовком «Про меня говорят — изворовался: большое интервью Игоря Салдана о проблемах АГМУ»
При детальном рассмотрении данного интервью и проверки утверждений ректора Салдана И. П. можно сделать вывод. что он обманывает общественность и оправдывает себя и своё неумение руководить университетом, что сделали руководители паблика «В Контакте, АГМУ-без купюр»